# Ooencyrtus mexicanus
Ooencyrtus mexicanus är en stekelart som beskrevs av Svetlana N. Myartseva och Shuvakhina 2004. Ooencyrtus mexicanus ingår i släktet Ooencyrtus och familjen sköldlussteklar. Inga underarter finns listade i Catalogue of Life.